# Kalevan Rasti
Kalevan Rasti ist ein Orientierungslaufverein aus der ostfinnischen Stadt Joensuu.
Der Verein wurde 1950 gegründet und entwickelte sich nach der Jahrtausendwende zu den erfolgreichsten Vereinen im Orientierungslauf. 2004, 2005, 2007, 2012, 2013 und 2014 gewann Kalevan Rasti die traditionsreiche Jukola-Staffel, 2010, 2011, 2013 und 2014 die Tiomila in Schweden, die die Vereinsmannschaft bereits 1983 einmal gewonnen hatte.
Die Frauenmannschaft gewann die Venlojen viesti, die parallel zur Jukola ausgetragen wird, 1979 und 1992. 2001 siegten die Frauen bei der Tiomila.

## Erfolge

### Männer
Jukola:
- 2004 in Jämijärvi (Mikael Boström, Samuli Launiainen, Tommi Tölkkö, Harri Romppanen, Antti Harju, Simo Martomaa, Thierry Gueorgiou)
- 2005 in Anjalankoski (Harri Romppanen, Mikael Boström, Tommi Tölkkö, Hannu Airila, Antti Harju, Simo Martomaa, Thierry Gueorgiou)
- 2007 in Lapua (Philippe Adamski, Samuli Launiainen, Tommi Tölkkö, Hannu Airila, Miika Hernelahti, Simo Martomaa, Thierry Gueorgiou)
- 2012 in Vantaa (Kiril Nikolow, Jarkko Huovila, Simo-Pekka Fincke, Hannu Airila, Jere Pajunen, Philippe Adamski, Fabian Hertner)
- 2013 in Jämsä (Jere Pajunen, Simo-Pekka Fincke, Philippe Adamski, Hannu Airila, Jan Procházka, Fabian Hertner, Thierry Gueorgiou)
- 2014 in Kuopio (Jere Pajunen, Philippe Adamski, Aaro Asikainen, Hannu Airila, Simo-Pekka Fincke, Fabian Hertner, Thierry Gueorgiou)

Tiomila:
- 1983
- 2010 (Miika Hernelahti, Aaro Asikainen, Jan Prochazka, Tommi Tölkkö, Hannu Airila, Jere Pajunen, Adam Chromy, Philippe Adamski, Fabian Hertner, Thierry Gueorgiou)
- 2011 (Miika Hernelahti, Hannu Airila, Jere Pajunen, Adam Chromy, Simo Martomaa, Jan Prochazka, Philippe Adamski, Fabian Hertner, Thierry Gueorgiou)
- 2013 (Kiril Nikolow, Antti Nurmonen, Simo-Pekka Fincke, Jere Pajunen, Jarkko Huovila, Hannu Airila, Fabian Hertner, Philippe Adamski, Jan Prochazka, Thierry Gueorgiou)
- 2014 (Kiril Nikolow, Juuso Metsälä, Jere Pajunen, Hannu Airila, Aaro Asikainen, Philippe Adamski, Adam Chromy, Thierry Gueorgiou, Fabian Hertner, Jan Prochazka)

Halikko-viesti:
- 2000, 2001, 2002, 2003 und 2006

25-manna:
- 2005 und 2006

### Frauen
Venlojen viesti:
- 1979 (Leena Silvennoinen, Hennariikka Lonka, Annariitta Lonka)
- 1992 (Elina Raijas, Hennariikka Lonka, Heidi Haapasalo, Tarja Silvennoinen)

Tiomila:
- 2001 (Monica Boström, Heidi Liljeström, Katalin Oláh, Kirsi Boström, Johanna Asklöf)